# 彭錦全
彭錦全（英語：Pang Kam Chuen，1962年9月14日—），前香港足球運動員，司職右後衛，曾效力香港甲組足球聯賽球隊南華與好易通，退役後擔任電視足球評述員。彭錦全於新界大埔長大，早年就讀香港基教書院，因家人經營燒臘店而得名「燒臘全」。

## 球員生涯
球員時代司職右閘，出身於香港甲組足球聯賽老牌球隊南華，1983年首次於甲組亮相，至1993年因移民離隊。效力南華期間與顧錦輝、陳炳安、陳偉超組成全華人防線表現固若金湯，並曾兩次入選香港足球明星選舉最佳十一人。
1994年回流返港，加盟商業球隊好易通，於1996年掛靴。彭錦全亦曾經入選香港足球代表隊，因家族經營燒臘生意，故綽號「燒臘全」。
現時在ESPN及衛視體育台旁述足球直播賽事及主持足球節目。亦在大埔開設「彭錦全中醫運動創傷診療院」行醫。

## 個人榮譽
- 香港足球明星選舉最佳11人 兩次(1985-1986、1991-92季度)